# Muhlenbergia brandegeei
Muhlenbergia brandegeei är en gräsart som beskrevs av Charlotte Goodding Reeder. Muhlenbergia brandegeei ingår i släktet muhlygräs, och familjen gräs. Inga underarter finns listade i Catalogue of Life.